# تسوتومو ساتو
تسوتومو ساتو (ژاپنی: 佐藤 敦؛ زادهٔ ۵ نوامبر ۱۹۶۸) یک بازیکن فوتبال اهل ژاپن است.
از باشگاه‌هایی که در آن بازی کرده‌است می‌توان به باشگاه فوتبال اوراوا رد دیاموندز اشاره کرد.